# Pim Jacobs

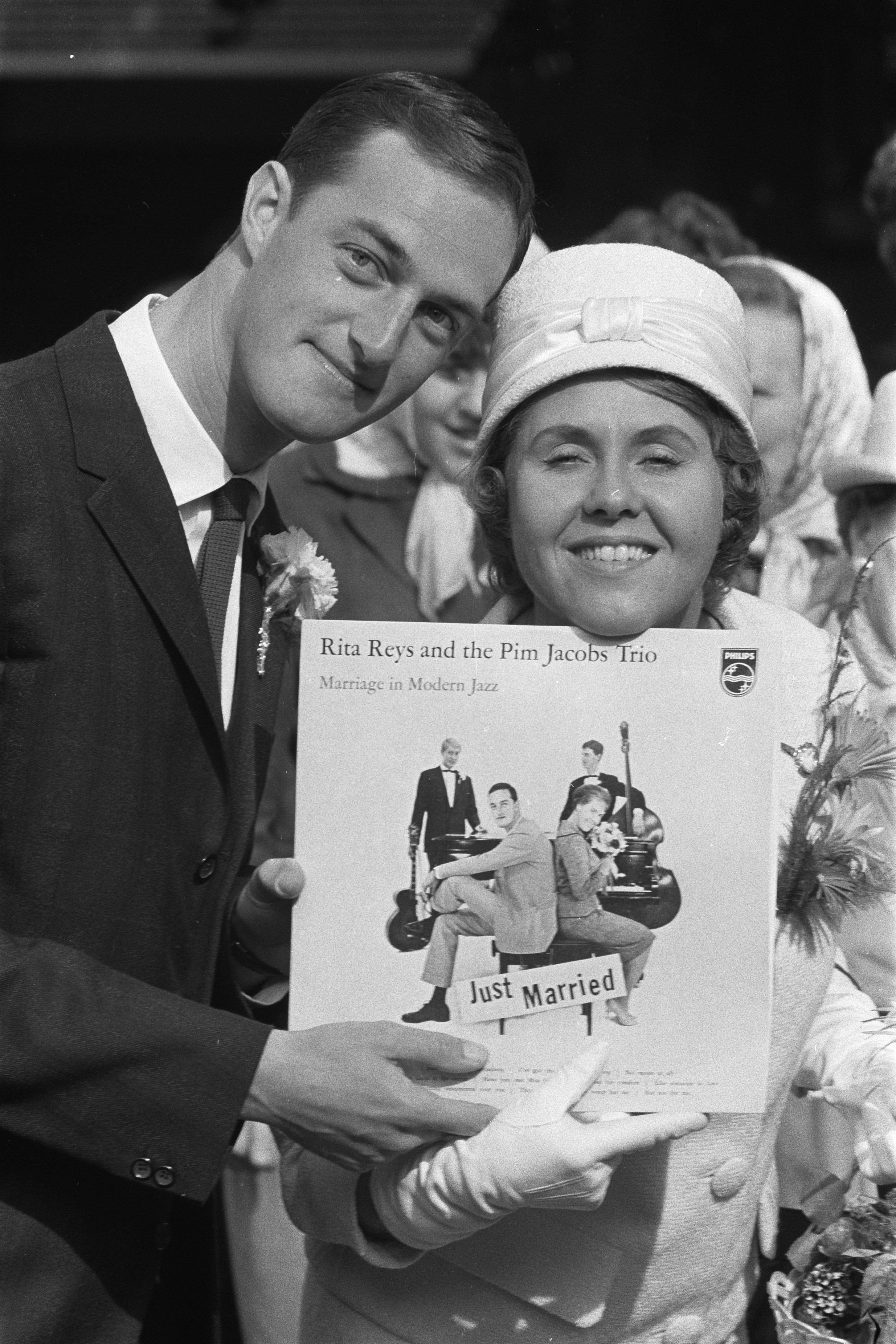
Huwelijk van Pim Jacobs en Rita Reys te Hilversum met hun langspeelplaat Marriage in Modern Jazz (1960)

Willem Bernard (Pim) Jacobs (Hilversum, 29 oktober 1934 – Tienhoven, 3 juli 1996) was een Nederlands jazzpianist en televisiepresentator. 

## Loopbaan

### Musicus
Jacobs werd beroemd met het Pim Jacobs Trio, geformeerd in 1954, waarin onder anderen Wim Overgaauw, zijn broer Ruud Jacobs en Peter Ypma speelden. Later speelde hij voor het goede doel (met name het Fonds Slachtofferhulp) ook met Louis van Dijk en Pieter van Vollenhoven onder de naam Gevleugelde vrienden.
Hij trad in de jaren zestig op op vele festivals, waaronder in Nederland en België, Stockholm, Warschau, Praag, Boedapest, Berlijn, Lugano, Palermo en New Orleans, en begeleidde onder meer Donald Byrd, Stan Getz, Stéphane Grappelli, Johnny Griffin, Herbie Mann, Tony Scott, Bud Shank en Lucky Thompson. Daarnaast begeleidde hij met zijn trio zangers en zangeressen als Tony Bennett, Ella Fitzgerald en Sarah Vaughan. Voor de film Glas van Bert Haanstra uit 1958 schreef hij de muziek.

### Radio- en tv-presentator
Jacobs was tevens bekend als presentator van de muziekprogramma's Dzjes zien (1964-1966), met onder anderen Astrud Gilberto en Wes Montgomery, Music All In (vanaf 1967), Rodeo (1967-1971) en Music Hall (jaren tachtig), en de tv-spelprogramma's Wie van de Drie en Babbelonië (foto). Hij was voorzitter, jury tijdens het eerste seizoen van de talentenjacht Showmasters (1988-1989). Ook presenteerde hij programma's bij de zeezender Radio Veronica.

## Privéleven
Jacobs was van 1960 tot zijn dood getrouwd met Europe's first lady of jazz Rita Reys (1924–2013), die in 2004 een cd opdroeg aan haar inmiddels overleden echtgenoot onder de titel Beautiful Love: A tribute to Pim Jacobs. Zijn broer was de contrabassist en producer Ruud Jacobs. Hij was de stiefvader van een dochter van Reys uit haar eerdere huwelijk met Wessel Ilcken.
Pim Jacobs overleed in 1996 op 61-jarige leeftijd aan de gevolgen van kanker.